# Biserica fortificată din Richiș
Biserica evanghelică luterană fortificată din Richiș, din comuna Biertan din județul Sibiu, a fost ridicată în a doua jumătate a secolului al XIV-lea. Biserica figurează pe lista monumentelor istorice 2010, cod LMI SB-II-a-A-12522 cu următoarele obiective: 
- Biserica evanghelică, cod LMI SB-II-a-A-12522.01, din a doua jumătate a secolului XIV - sec. XVI.
- Incintă fortificată (fragment), cu turn și turn de poartă (turn-clopotniță), cod LMI SB-II-a-A-12522.02, ridicată în perioada 1500 - 1525.
- Casa parohială evanghelică, cod LMI SB-II-a-A-12522.03, din secolul al XVI-lea - XVIII-lea.

## Localitatea
Richiș mai demult Richișul, Richișdorf, Râchișdorf, Rechișdorf, Răchișdorf (în dialectul săsesc Rechesdref, Reχestref, în germană Reichesdorf, Reichersdorf, în maghiară Riomfalva), este un sat în partea de nord a județului Sibiu, în Podișul Târnavelor. Aparține de comuna Biertan.
Se poate ajunge din Sibiu, pe două rute: 
- pe drumul spre Agnita, la Bârghiș la stânga, prin Pelișor, la 1 km indicator spre Biertan, 3 km drum de pământ cu multe curbe, apoi 2 km macadam (cca 70 km).
- spre Mediaș, șosea națională spre Sighișoara, la Saroș pe Târnave la dreapta, prin Biertan la Richiș (cca 90 km).

## Biserica
La Richiș exista o foarte interesanta basilica gotica veche de peste 500 de ani. Inițial actuala biserică a fost o mănăstire cisterciană transformată în 1400 în biserică catolică. Monumentul este compus dintr-un cor poligonal, cu sacristie in nord si un altar pe latura din sud, in partea de vest ridicindu-se corpul bazilical, compus din trei nave, despartite de stilpi masivi octogonali.
Intrarea se face pe sub un turn-poarta-clopotnita iar biserica are aspectul acela ciudat al tuturor bisericilor fara turn. Zidurile vechii cetati insa nu mai sunt in picioare in intregime.
Biserica se remarca prin numeroase elemente sculptate. Pe intreg interiorul acestui monument sunt raspindite o serie de figuri grotesti ce dau lacasului un aer si mai misterios.
Altarul este decorat in stil baroc si are in prim-plan scena rastignirii. Este construit la 1775 de un artist sighisorean, Johann Folbarth. Deasupra lui suntem supravegheati de un inalt prelat ce tine in mina doua cruci si ne scruteaza cu o privire severa.
In stinga se afla frumoasa usa a sacristiei, sculptata in lemn si ogiva in care este incorporata. Aceasta pare a fi sora cu usa scristiei din Biertan, pe ea apare anul 1516 si are ea un complex mecanism de inchidere. In virful ogivei exista o floare sculptata in piatra.
Amvonul din lemn este o alta capodopera. Pe coroana sa este infatisata figura blinda a unui pastor ce tine in mina un mielut.
Pe tavan, la intersectia arcadelor se afla tot soiul de figuri. De asemenea, arcele ce pleaca de pe laterale au la baza figuri contorsionate ce par a suporta cu greu povara de a tine tavanul bisericii.
La balconul din spate a fost instalata orga. Linga ea e o figura ce reprezinta un personaj al mitologiei celte, Grunneman, ce isi are durerea intiparita in piatra. Orga dateaza din 1788 si este realizata de catre un vestit constructor de orgi de la acea vreme, Johann Prause.
Turnul de poartă aflat in vestul bisericii, folosit astăzi drept turn clopotniță, mai păstrează urmele hersei și guri de tragere la primele patru etaje. Se spune ca in acest turn a existat odata si un ceas.

## Galerie de imagini

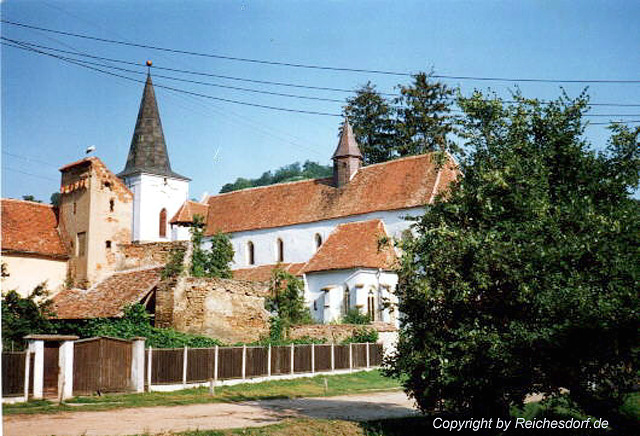
Biserica evanghelică-luterană din Richiș.
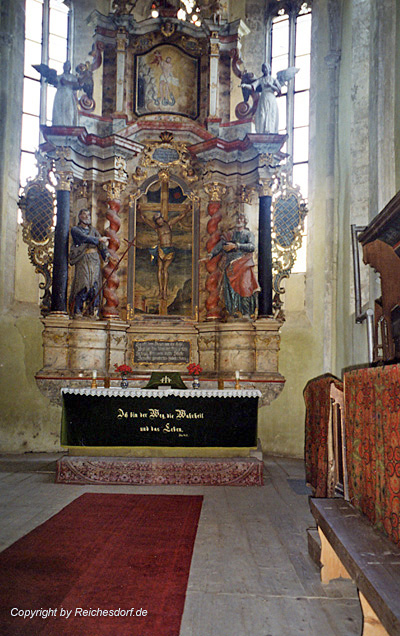
Altarul rococo al bisericii evanghelice-luterane din Richiș.